# Чуканов, Андреа Вячеславович
Андре́а Вячесла́вович Чука́нов (род. 18 декабря 1995, Козенца, Калабрия, Италия) — российский футболист, вингер и полузащитник клуба «Енисей».

## Биография
Сын советского спортсмена-конника, чемпиона Олимпийских игр 1980 года Вячеслава Чуканова. Родился 18 декабря 1995 года в итальянском городе Козенца и прожил там первые 6 лет. Футболом начал заниматься в 2002 году в СДЮШОР «Смена» (Санкт-Петербург). В 2004 году перешёл в школу ФК «Химки», где занимался до 2013 года. 25 апреля 2013 года подписал контракт с московским «Локомотивом», за молодёжную команду которого выступал на протяжении 3 лет. В сезоне 2014/15 вошёл в пятёрку лучших бомбардиров молодёжного первенства, забив 12 голов в 29 матчах.
По окончании сезона игрок покинул «Локомотив» и перешёл в «Тюмень». Дебют игрока на взрослом уровне состоялся 30 августа 2015 года в матче первенства ФНЛ против «Зенита-2», в котором он вышел на замену на 2-й добавленной минуте вместо Никиты Теленкова. Летом 2017 года было объявлено, что Чуканов переходит в «Оренбург», однако трансфер сорвался и футболист продлил контракт с «Тюменью».
Спустя год «Оренбург» повторил попытку трансфера и заключил контракт с игроком. 28 июля 2018 года Чуканов дебютировал в Премьер-лиге, выйдя в стартовом составе на матч 1-го тура против московского «Спартака». 12 августа 2018 года забил свой первый гол в премьер-лиге, ставший победным в игре против чемпиона страны «Локомотива» (1:0).
После Оренбурга играл за «Велес», «Ротор», «Кубань» и «Шинник», после чего вернулся в «Тюмень». В феврале 2024 года перешёл в «Енисей».